# Франсиско IV Фернандес де ла Куэва и Энрикес де Кабрера
Франсиско IV Фернандес де ла Куэва и Энрикес де Кабрера (1619, Барселона — 27 марта 1676, Мадрид) — испанский аристократ и гранд, крупный государственный и военный деятель, 8-й герцог Альбуркерке (1637—1676), вице-король Новой Испании (1653—1660) и Сицилии (1668—1670).
Ранняя жизнь
Дон Франсиско Фернандес де ла Куэва родился в Барселоне в одной из самых аристократических семей Испании. Старший сын Франсиско III Фернандеса де ла Куэва, 7-го герцога де Альбуркерке (1575—1637), от третьего брака с Анной Энрикес де Кабрера и Колонна, дочерью Луиса Энрикеса де Кабрера и Мендоса, 4-го герцога Медина-де-Риосеко, 8-го адмирала Кастилии, и Виктории Колонны.
В 1635 году Франсиско стал рыцарем Ордена Сантьяго, а позднее получил должность военного командора Гуадалканала. В 1637 году после смерти своего отца, Франсиско III Фернандеса де ла Куэва, 7-го герцога де Альбуркерке, Франсиско IV унаследовал титулы 8-го герцога Альбуркерке и гранда Испании, 7-го маркиза де Куэльяр, 8-го графа де Ледесма и Уэльма, а также сеньора Момбельтран, Педро-Бернардо, Ла-Кодосера, Лансаита, Михарес, Альдеадавила-де-ла-Рибера, Сан-Эстебан, Вильярехо-дель-Валье и Лас-Куэвас.
Начал свою военную карьеру в 18 лет, когда в 1638 году в составе испанской армии участвовал в снятии осады с крепости Фуэнтеррабия, осажденной французами. С 1640 года он служил в кавалерии во Фландрии. Позднее в чине генерала от кавалерии он участвовал в обороне Тортосы и в осаде Барселоны в 1650 году.
В 1653 году 34-летний герцог де Альбуркерке был назначен новым вице-королем Новой Испании. 15 августа того же года он официально вступил в Мехико, столицу Новой Испании, где взял бразды правления этим обширным испанским наместничеством. Его сопровождала его супруга, Хуана де Армендарис, дочь Лопе Диего де Армендариса (1575—1640), предыдущего вице-короля Испании в 1635—1640 годах.
Из-за войны с Англией Франсиско Фернандес де ла Куэва, герцог Альбуркерке, опасался вражеского вторжения на испанские владения в Новом Свете. Он укрепил оборону Веракруса и Сан-Хуан-де-Улуа на восточном побережье Новой Испании. Он также отправил оружие и боеприпасы на Ямайку, Кубу и во Флориду.
Новый вице-король увеличил торговлю с Филиппинами, Сиамом и Кохинхиной, отправляя ртуть, селитру и другие минеральные ресурсы. Он приказал возобновить чеканку золотой монеты (приостановлено наместником Антонио де Мендосой). Он бережно собирал королевские ренты и отправлял обратно в Испанию большое количество серебра. Он усилил Армаду де Барловенто, которая охраняла побережье и судоходство от иностранных пиратов. Он приказал построить в Кампече новые корабли для прибрежной и заморской торговли. Он также отремонтировал акведук, снабжающий Мехико водой.
Наместник ускорил строительство нового собора в Мехико, посещая его каждый день, взбираясь на леса и давая денежное вознаграждение рабочим. Во время посещения собора 12 марта 1660 года 19-летний солдат в гвардии наместника, Мануэль Ледесма и Роблес из Мадрида, напал на вице-короля с мечом. Наместник выжил. Правосудие было быстрым для нападавшего, которого быстро судили, затем потащили по городу и доставили в Пласа-Майор, где его повесили на следующий день.
Город Альбукерк (теперь пишется как Альбукерке), который сейчас является частью штата Нью-Мексико, был основан 7 февраля 1706 года в честь вице-короля Мексики Франциско Фернандеса де ла Куэва, графа Альбуркерке. Там он предоставил землю более чем 100 испанским семьям.
В сентябре 1660 года покинул Новую Испанию и вернулся в Мадрид. После этого он был назначен генерал-лейтенантом морской пехоты. Он также служил в 1666 году чрезвычайным послом Испании в Вене. Герцог Альбуркерке сопровождал в Вену испанскую инфанту Маргариту Терезу (1651—1673), дочь короля Испании Филиппа IV, когда она вышла замуж за своего дядю, Леопольда I Габсбурга (1640—1705), императора Священной Римской империи в 1658—1705 годах.
В 1668 году Франсиско Фернандес де ла Куэва был назначен вице-королем Сицилии, где он оставался два года. Вернувшись в Испанию, герцог Альбуркерке получил место в государственном совете, а в 1674 году король Карлос II назначил его своим главным дворецким.
57-летний Франсиско Фернандес де ла Куэва, 8-й герцог де Альбуркерке, скончался в марте 1676 года в Королевском дворце Мадрида.

## Брак и дети
12 января 1645 года в Королевском дворце в Мадриде Франсиско Фернандес де ла Куэва женился на Хуане Франсиске де Армендарис и Афан де Ривера, 2-й маркизе де Кадрейта и 4-й графине де ла Торре, дочери Лопе Дьеса де Армендариса (1575—1640), 16-го вице-короля Новой Испании (1635—1640), и Антонии де Сандоваль и Афан де Ривера, 3-й графини де ла Торре. У супругов родилась одна единственная дочь:
- Ана Росалия Фернандес де ла Куэва и Дьес де Окс, 3-я маркиза де Кадрейта и 5-я графиня де ла Торре (1647—1716). В 1665 году она стала женой своего дяди Мельхиора Фернандеса де ла Куэва и Энрикес де Кабрера (1625—1686), будущего 9-го герцога де Альбуркерке с 1676 года. Они стали родителями Франсиско V Фернандеса де ла Куэва и де ла Куэва (1666—1733), 10-го герцога де Альбуркерке (с 1686 года) и 36-го вице-короля Новой Испании (1702—1710).

Кроме того, у герцога было три внебрачных дочери (Каталина, Франсиска и Хуана), мать которых неизвестна.